# ديفيد كيلي (لاعب كرة قدم أسترالية)
ديفيد كيلي (بالإنجليزية: David Kelly)‏ هو لاعب كرة قدم أسترالية أسترالي، ولد في 18 سبتمبر 1953.

## وصلات خارجية
- دايفيد كيلي على موقع AustralianFootball.com (الإنجليزية)
- دايفيد كيلي على موقع AFLtables.com (الإنجليزية)